# Mibag Property + Facility Management
Die Mibag Property + Facility Management (Eigenschreibweise: MIBAG Property + Facility Management) mit Sitz in Zürich ist ein im Gebäudemanagement tätiges Schweizer Unternehmen. Ihre Kernaktivitäten umfassen integrale Dienstleistungen im kaufmännischen, technischen und infrastrukturellen Bereich für gewerblich genutzte Immobilien.
Das 1994 gegründete Unternehmen beschäftigt mittlerweile an 100 Standorten in der Schweiz rund 700 Mitarbeiter und erwirtschaftete im Geschäftsjahr 2011 einen Umsatz von 100 Millionen Schweizer Franken. Seit Juni 2007 ist die Mibag eine Tochtergesellschaft der französischen ETDE SA und damit Teil des Bouygues-Konzerns.
Zum Aufgabengebiet gehören:
- Key Account Management
- Key Performance Indicator-Auswertung und -Steuerung
- Umsetzung von Objekt- und Portfolio-Bewirtschaftungsstrategien
- Bewirtschaftung von Anmietverträgen für Grossfirmen
- Sicherstellung einer marktkonformen Vermietung
- Vermietungs- und Leerstandmanagement
- Mietvertragsbewirtschaftung

- Kostenplanung und -Kontrolle
- Erstellung von technischen Liegenschaftsbeschrieben und Sicherheitsberichten
- Überwachung und Planung der langfristigen Werterhaltung
- Begleitung von Sanierungen und Umbauten inkl. Garantie- und Mängelmanagement
- Wartungsplanung
- Energiedatenmanagement
- Professionelle Steuerung von Facility Management-Providern
- Mietzinsinkasso
- Mandatsrechnungswesen
- Nebenkostenabrechnungen / Betriebskostenmanagement